# SC Alemannia Cottbus
Der SC Alemannia Cottbus (vollständiger Name Sport-Club 1896 Alemannia Cottbus, überlieferte Schreibweise auch Allemannia) war ein Fußballverein aus Cottbus.

## Geschichte
Aus dem 1893 in Cottbus gegründeten Fußball-Club Germania ging am 19. Juni 1896 der Sportclub Alemannia 1896 Cottbus hervor. 1900 war der SC Alemannia Gründungsmitglied des Verbandes Niederlausitzer Ballspiel-Vereine und 1905 gewann er die Meisterschaft der Niederlausitz, die zur Teilnahme an der Deutschen Meisterschaft berechtigte. In der ersten Qualifikationsrunde unterlag Alemannia Cottbus in Dresden dem SC Schlesien Breslau mit 1:5.
Seit 1906 gehörte der Verein dem Südostdeutschen Fußball-Verband an, dessen Meisterschaft er 1909 erringen konnte. In der anschließenden Endrunde zur Deutschen Meisterschaft unterlag Alemannia Cottbus in Leipzig dem SC Erfurt 95 mit 3:4 nach Verlängerung. Am 19. August 1913 fusionierte Alemannia Cottbus mit dem Hockey-Club Cottbus zum Cottbuser SC 1896. Die Sportanlagen befinden sich rechts und links der Straße nach Madlow (heute Dresdner Straße), die Vereinsfarben waren Schwarz-Weiß-Blau. 1930 erfolgte eine Fusion mit dem TV Friesen Cottbus zum Cottbuser SC Friesen.

## Spielstätte
Als Spielstätte von Alemannia Cottbus ist der Exerzierplatz an der Kaserne überliefert.